# Petra Conti
Petra Conti (Anagni, 30 aprile 1988) è una danzatrice italiana.

## Primi anni
Nata da padre italiano e madre polacca, Petra Conti nasce ad Anagni il 30 aprile 1988 ma vive a Frosinone. Si forma all’Accademia Nazionale di Danza di Roma, seguita in special modo dal maestro Žarko Prebil, dove si diploma con lode nel 2006, perfezionandosi poi al Teatro Mariinskij di San Pietroburgo.. Durante gli anni della sua formazione partecipa ad importanti eventi tersicorei internazionali in Europa, Cina e USA, aggiudicandosi prestigiosi premi. A soli 16 anni partecipa al programma televisivo “Sogni” condotto da Raffaella Carrà su Rai Uno, dove le viene esaudito il desiderio di danzare con Roberto Bolle, che diviene dunque il suo primo partner in scena.

## Carriera
A diciassette anni la Conti viene invitata a danzare come étoile ospite presso l'Arena di Verona per interpretare il ruolo di protagonista nel balletto Cenerentola.. Nel 2008 diviene membro del Bavarian State Ballet di Monaco. Nel 2009 entra a far parte del Teatro alla Scala e nel 2011 viene promossa prima ballerina. Nel 2013 la Conti viene invitata da Mikko Nissinen ad unirsi al Boston Ballet come principal dancer, ruolo che lì mantiene fino al 2017, anno nel quale si unisce al Los Angeles Ballet come resident principal guest dancer.
Dal 2009 al 2011 Conti studia arti drammatiche con Kuniaki Ida al Teatro Arsenale di Milano.
Nelle estati del 2017 e del 2018, la Conti viene invitata di nuovo nella sua natia Italia per esibirsi come prima ballerina in "Aida" sull'enorme palcoscenico dell'Arena di Verona (cor. Susanna Egri; cor. Vladimir Vasil'ev). Circa 15.000 persone hanno assistito ad ogni spettacolo.
Nella primavera del 2019 Petra Conti è invitata dal Great Russian Ballet per interpretare il ruolo di Giselle in 13 spettacoli in tutto il Canada, venendo acclamata e molto apprezzata dal pubblico canadese per il suo eccellere sia sul piano artistico che tecnico.
Nell'estate del 2019, la Conti viene nuovamente invitata ad esibirsi all'Arena di Verona nell'ambito del prestigioso Festival lirico non solo come prima ballerina ospite di Aida (regia Gianfranco De Bosio, coreografia Susanna Egri), ma anche per il titolo inaugurale La traviata, ultimo grande lavoro del maestro Zeffirelli, alla presenza del Presidente della Repubblica Sergio Mattarella e trasmesso in mondovisione su Rai 1 (cor. Giuseppe Picone). Sempre nell'ambito del Festival areniano, la Conti ha lavorato con l'artista Plàcido Domingo, che ha diretto la recita di Aida del 28 luglio 2019 ed ha interpretato il personaggio di Giorgio Germont in La traviata il 1 agosto 2019.

## Onorificenze
Nel 2014 Petra Conti è insignita del titolo di Ambasciatrice della Danza Italiana nel Mondo.

## Premi
Premio Positano Léonide Massine (2018)
Premio Capri (2017)
Antonio Fini’s “Extraordinary Dancer” award (2016)
Premio Progetto Arkés  (2014)
Premio Danza Arenzano (2013)
Premio Ciociaria nel mondo (2013)
Premio Roma in Danza (2012)
Premio Danza & Danza 2011 as Best Performer of the Year (2011)
Premio Positano (2007)
Premio La Ginestra d'Oro (2007)
Premio delle Arti (2004)

### The Glamour Talent Awards
Nel 2018, la nota rivista femminile Glamour (Italia) seleziona per i prestigiosi Glamour Talent Awards donne che eccellono nella propria professione per talento, carisma, dedizione, femminilità e social skills e, che tramite i social media, esprimono e condividono con i propri amici e fans il loro ineguagliabile mix di bravura, creatività, stile, determinazione e fascino. Petra Conti, in occasione della finale del 5 dicembre al Teatro Principe di Milano, si aggiudica quindi la vittoria nella categoria Body Masters per le sue doti artistiche, l'attitudine social e il suo "glam factor".

## Abilità interpretative
Per le sue straordinarie abilità interpretative Petra Conti è stata definita "l'Anna Magnani della danza" dalla rivista Panorama (Antonella Bersani, 2012).

## Il suo repertorio include
Egina - Spartak (chor. Anatolij Šekera)
Albachiara - L'altra metà del cielo (chor. Clarke, music Vasco Rossi)
Bach Cello Suites (chor. Jorma Elo)
Belong Pas de Deux (chor. Norbert Vesak)
Cenerentola - Cenerentola (chor. Maria Grazia Garofoli)
Civiltà, Folgore - Excelsior (chor. Ugo Dell'Ara)
Esmeralda - Notre-Dame de Paris (chor. Roland Petit)
Eventide (chor. Helen Pickett)
Fata confetto, regina della neve - Lo schiaccianoci (chor. Mikko Nissinen)
Fata Madrina - Cinderella (chor. Frederick Ashton)
Giselle - Giselle (chor. Jean Coralli e Jules Perrot. Ripresa coreografica di Yvette Chauvirè)
Giselle - Giselle (chor. Maria Grazia Garofoli)
Giulietta - Romeo and Juliet (chor. Kenneth MacMillan)
Giluetta - Romèo et Juliette (chor. Sasha Waltz)
Guantaia - Gaîté Parisienne (chor. Léonide Massine)
In the Middle Somewhat Elevated (chor. William Forsythe)
Jewels - Emerald: I, II couple (chor. George Balanchine)
Kitri - Don Quixote (chor. Rudol'f Nureev)
La Sylphide (chor. Bournonville)
Les Chambres des Jacques (chor. Aszure Barton)
Marguerite - Marguerite and Armand (chor. Frederick Ashton)
Marie, Rose, regina araba - Lo schiaccianoci (chor. Thordal Christensen)
Odette/Odile - Il lago dei cigni (chor. Rudol'f Nureev)
Odette/Odile - Il lago dei cigni (chor. Thordal Christensen)
Odette/Odile - Il lago dei cigni (chor. Mikko Nissinen)
Pas de Quatre (chor. Leonid Yacobson)
Posthorn - Terza sinfonia di Gustav Mahler (chor. John Neumeier)
Prima Ballerina - Etudes (chor. Harald Lander)
Principal Couple - Concerto DSCH (chor. Aleksej Ratmanskij)
Rajmonda, Clemence – Rajmonda (chor. Petipa-Vicharev)
Sanguinic - The Four Temperaments (chor. George Balanchine)
Schiava - Aida (chor. Susanna Egri)
Schiava - Aida (chor. Vladimir Vasil'ev)
Second Movement - Western Symphony (chor. George Balanchine)
Second to Last (chor. Alejandro Cerrudo)
Serenade (chor. George Balanchine)
Tatiana - Onegin (chor. John Cranko)
The puppet couple - Bella Figura (chor. Jiří Kylián)
This is You - (chor. Menghan Lou)
Titania - Sogno di una notte di mezza estate (chor. George Balanchine)

## Documentario
Nel 2010 il canale televisivo Sky Classica le ha dedicato un intero documentario intitolato “Danzatori di domani”, incentrato sulle sue esibizioni in Giselle, Romeo e Giulietta e Don Chisciotte.

## Petra Conti Show
Il 18 maggio 2019 va in scena il primo PETRA CONTI SHOW, presentato nella Downtown di Los Angeles.
Accompagnata dalla Dream Orchestra diretta da Daniel Suk, Petra Conti è protagonista in I'M GONNA LIVE FOREVER insieme a grandi danzatori e stelle emergenti del balletto internazionale. Uno spettacolo originale che racchiude la bellezza di danza, musica e canto per creare una serata di pura arte ed emozioni indimenticabili.
La performance ha generato così tanto slancio e successo al suo debutto che il prossimo "Petra Conti Show" è già entrato nella lista degli spettacoli più attesi per il 2020 a Los Angeles.

## Esibizioni e Gala internazionali
Les Fleurs de Ballet (Toronto, Canada 2018)
26th festival internazionale del balletto dell'Avana (Cuba, 2018)
Roberto Bolle and Friends (Shangai, Cina 2018)
Gala al Cremlino delle stelle del XXI secolo (Mosca-Cremlino, 2015)
Ballet Now Stars Gala (Los Angeles, 2015)
Roberto Bolle and Friends (Italia, estate 2014)
Les Hivernales de la Danse (Liegi, Belgio, 2013)
Vogue Fashion Dubai Experience (Dubai, 2013)
Spring & Winter Gala (Ekaterinburg, 2013, 2012)
Gala des Etoiles (Goiânia, Brasile, 2012)
Vladimir Vassiliev Gala (Roma, 2011)
150 anni dell'Unità d'Italia (Roma, 2011)
Nijinski Gala (Amburgo, 2009)
Women on Music (Los Angeles, 2005)
International Dance Festival (Bucarest, 2004).

## Insegnamento
Petra Conti da qualche anno affianca all'attività ballettistica anche l'insegnamento. È Consulente Artistico del Liceo Coreutico - Educandato "Agli Angeli" di Verona e viene chiamata a tenere masterclass e stage di classico e repertorio. Alla Los Angeles Ballet School tiene lezioni di balletto e repertorio a studenti di livello avanzato e tirocinanti.
Inoltre partecipa al programma di sensibilizzazione e formazione del Los Angeles Ballet "A Chance to Dance", in cui tutti possono prendere parte ad un corso di danza tenuto da ballerini di chiara fama per avvicinarsi e toccare con mano quest'arte meravigliosa.

## Dietro le quinte
La Conti è sposata con Eris Nezha, già primo ballerino del Teatro alla Scala e del Boston Ballet, ora Principal Dancer del Los Angeles Ballet.. Sta inoltre conseguendo una laurea in Science of Leadership presso la Northeastern University.
Nel 2016 Conti ha subito un intervento chirurgico per carcinoma renale.

## Pointe Shoes for a Cure
Sopravvissuta al cancro, la Conti dà vita al progetto "Pointe Shoes for a cure - Cure Childhood Cancer" volto a sostenere la ricerca per la cura del cancro infantile e a supportare i piccoli pazienti e le loro famiglie. Si tratta di una campagna di raccolta di fondi di successo che vede Petra regalare le proprie scarpette da punta usate ed autografate a fronte di una donazione a favore dell'organizzazione senza scopo di lucro CURE Childhood Cancer di Atlanta (USA).